# 健康科学大学
健康科学大学（けんこうかがくだいがく、英語: Health Science University）は、山梨県南都留郡富士河口湖町小立7187に本部を置く日本の私立大学。1899年創立、2003年大学設置。大学の略称は健康大、健科大、健大、HSUなど。

## 所在地
- 富士山キャンパス（健康科学部）：山梨県南都留郡富士河口湖町小立7187
- 桂川キャンパス（看護学部）：山梨県都留市四日市場909-2[1]

## 沿革
- 2002年12月 健康科学大学[2]設立認可
- 2003年4月 健康科学大学開学、健康科学部理学療法学科、作業療法学科、福祉心理学科設置
- 2006年9月 リハビリテーションクリニック開院
- 2008年4月 福祉心理学科に発達臨床心理コース開設
- 2016年4月 看護学部看護学科設置

## 学部・学科
- 健康科学部
  - リハビリテーション学科（2023年4月開設）
    - 理学療法コース
    - 作業療法コース

  - 作業療法学科（2023年4月学生募集停止）
  - 理学療法学科（2023年4月学生募集停止）
  - 福祉心理学科
    - 社会福祉コース
    - 精神保健福祉コース
    - 発達臨床心理コース
- 看護学部
  - 看護学科

## 学長
| 代   | 氏名       | 就任期間             | 備考                          |
| ---- | ---------- | -------------------- | ----------------------------- |
| 初代 | 折茂肇     | 2003年4月～2011年3月 | 2003年4月「健康科学大学」開学 |
| 2代  | 牧野順四郎 | 2011年4月～2014年3月 | －                            |
| 3代  | 笹本憲男   | 2014年4月～2017年3月 | －                            |
| 4代  | 荒木力     | 2017年4月～2019年3月 | －                            |
| 5代  | 笹本憲男   | 2019年4月～          | －                            |

## 備考
- エスエス製薬株式会社と健康科学大学は、平成19年6月より約3か年の予定で「健康加齢医学講座」を大学の寄附講座として開設することとなった。エスエス製薬株式会社から健康科学大学への寄付金額は9千万円（年間3千万円）となっている[3]。
- 富士山キャンパスは日本一標高の高い地点にある大学である（標高1,035メートル）。
- 桂川キャンパスの施設の一部は2016年3月に閉校した山梨県立桂高等学校の施設を活用している。

## 関連校
- 学校法人健康科学大学
  - 修紅短期大学
  - 一関修紅高等学校
  - 修紅短期大学附属幼稚園

## 公式リンク
- 健康科学大学HP